# بان هوایشای
بان هوایشای (به لاتین: Ban Houayxay) یک شهر در لائوس است که در Houay Xay District واقع شده‌است.

## خصوصیات
بان هوایشای  ۱۷٬۶۸۷ نفر جمعیت دارد و ۳۹۸ متر بالاتر از سطح دریا واقع شده‌است.

## نگارخانه

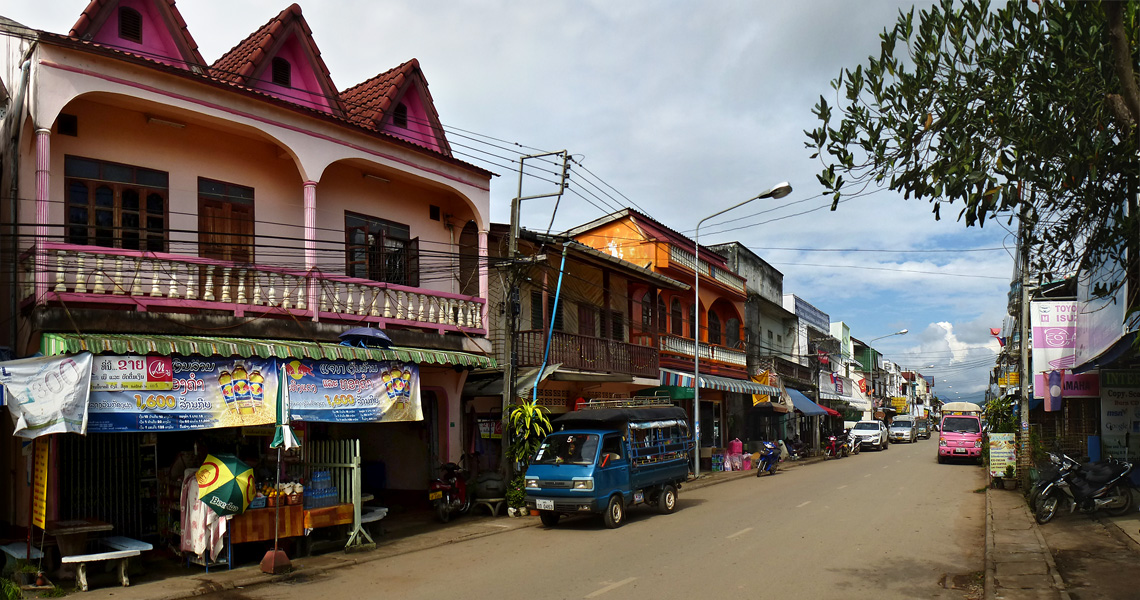
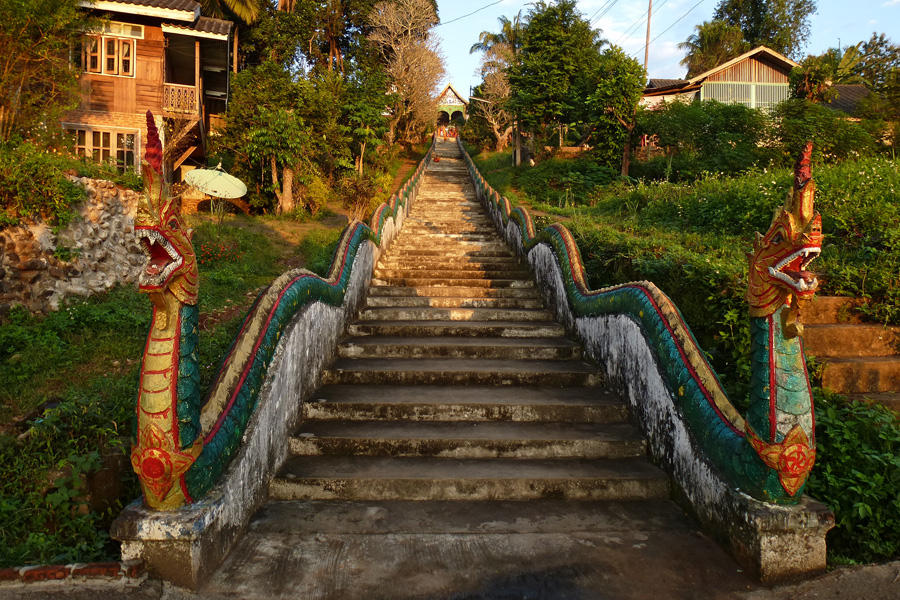
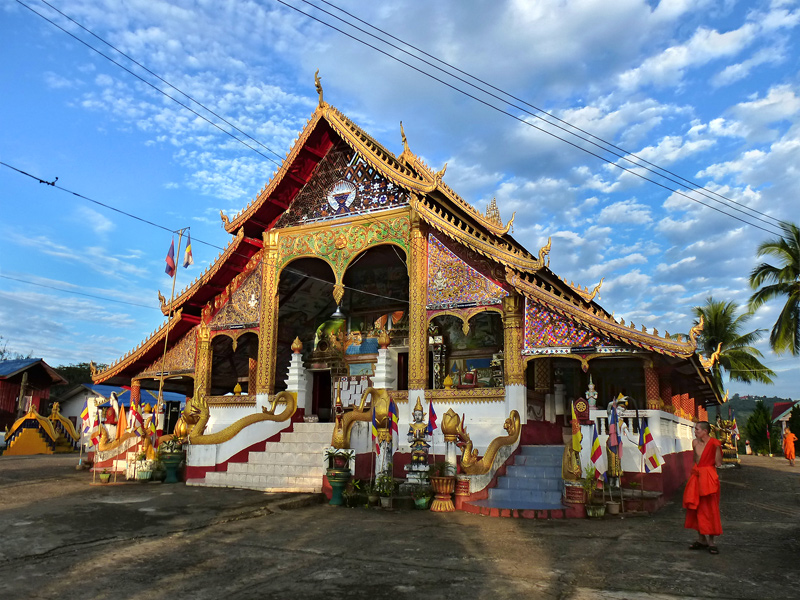
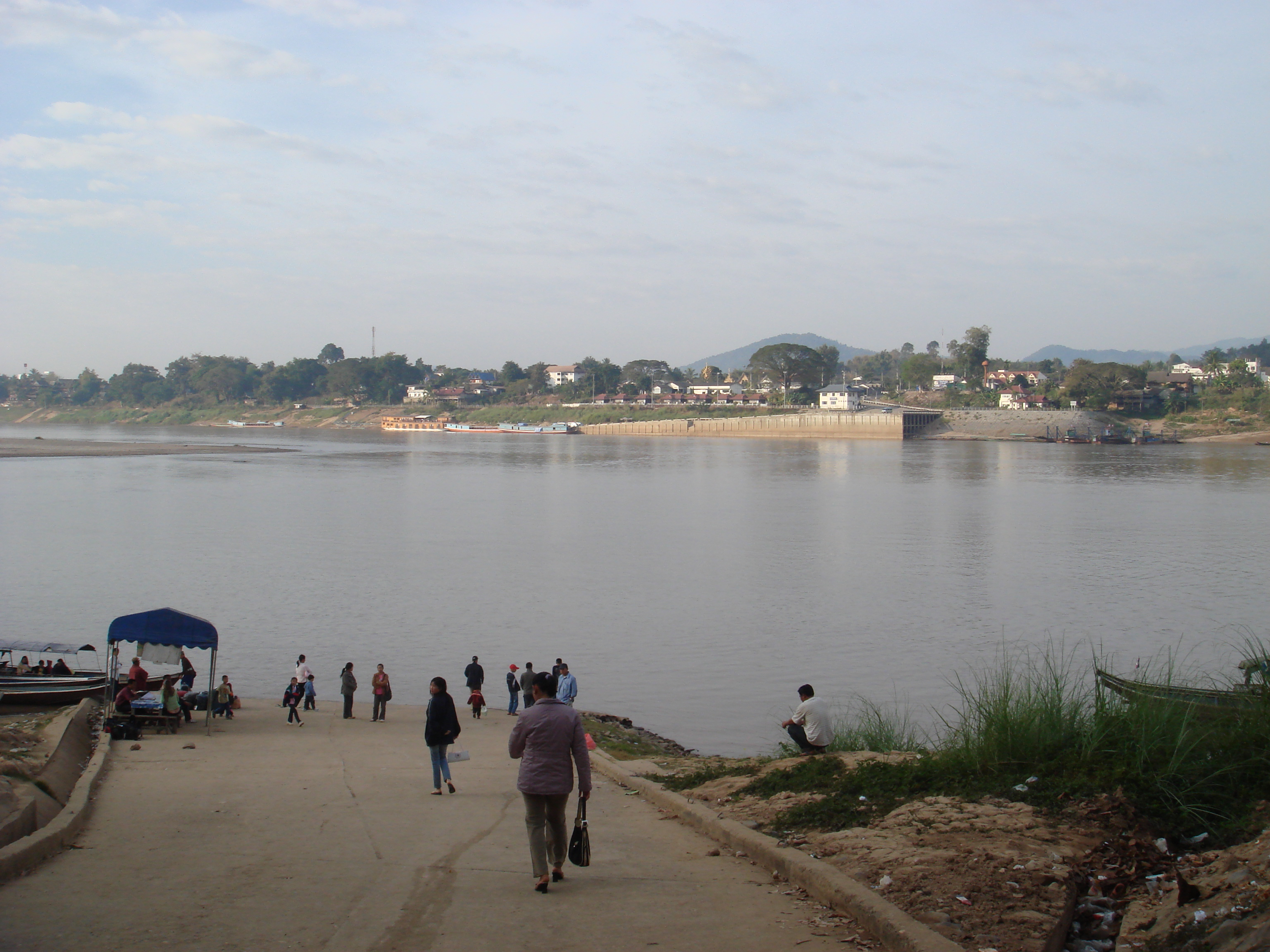